# Simão Mendes

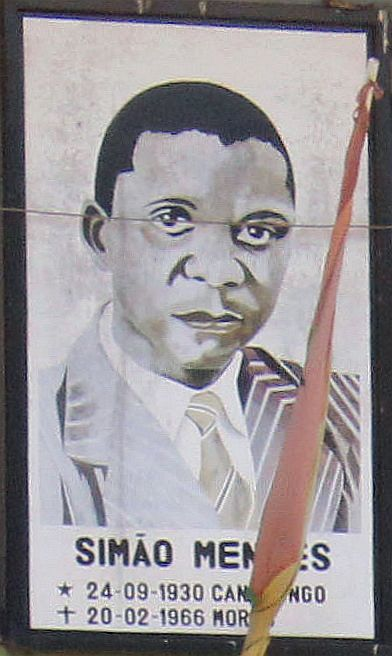
Simão Mendes

Simão António Mendes (24 september 1930, Canchungo? - 20 februari 1966, Morés, Portugees-Guinea) was een verpleger in de bevrijdingsoorlog van Guinee-Bissau. Hij overleed tijdens een bombardement in 1966. Het nationale ziekenhuis van Guinee-Bissau in de hoofdstad Bissau is naar hem genoemd.

## Levensloop
In december 1960 was Simão Mendes verpleger in Safim, ten noorden van Bissau.  Hij was daar al politiek actief voor de nationalistische zaak.

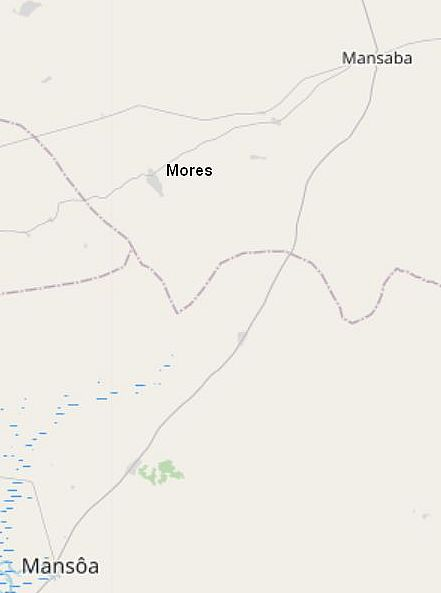

In 1964 was Simão Mendes verantwoordelijke voor de gezondheidsdienst van de PAIGC in bevrijd gebied, op de basis Morés (Regio Oio). Op 20 februari 1966 bombardeerde de Portugese luchtmacht de basis waarbij Mendes om het leven kwam, samen met twee anderen. In 1974 werd het nationale ziekenhuis Hospital Nacional Simão Mendes, in Bissau, naar hem vernoemd.

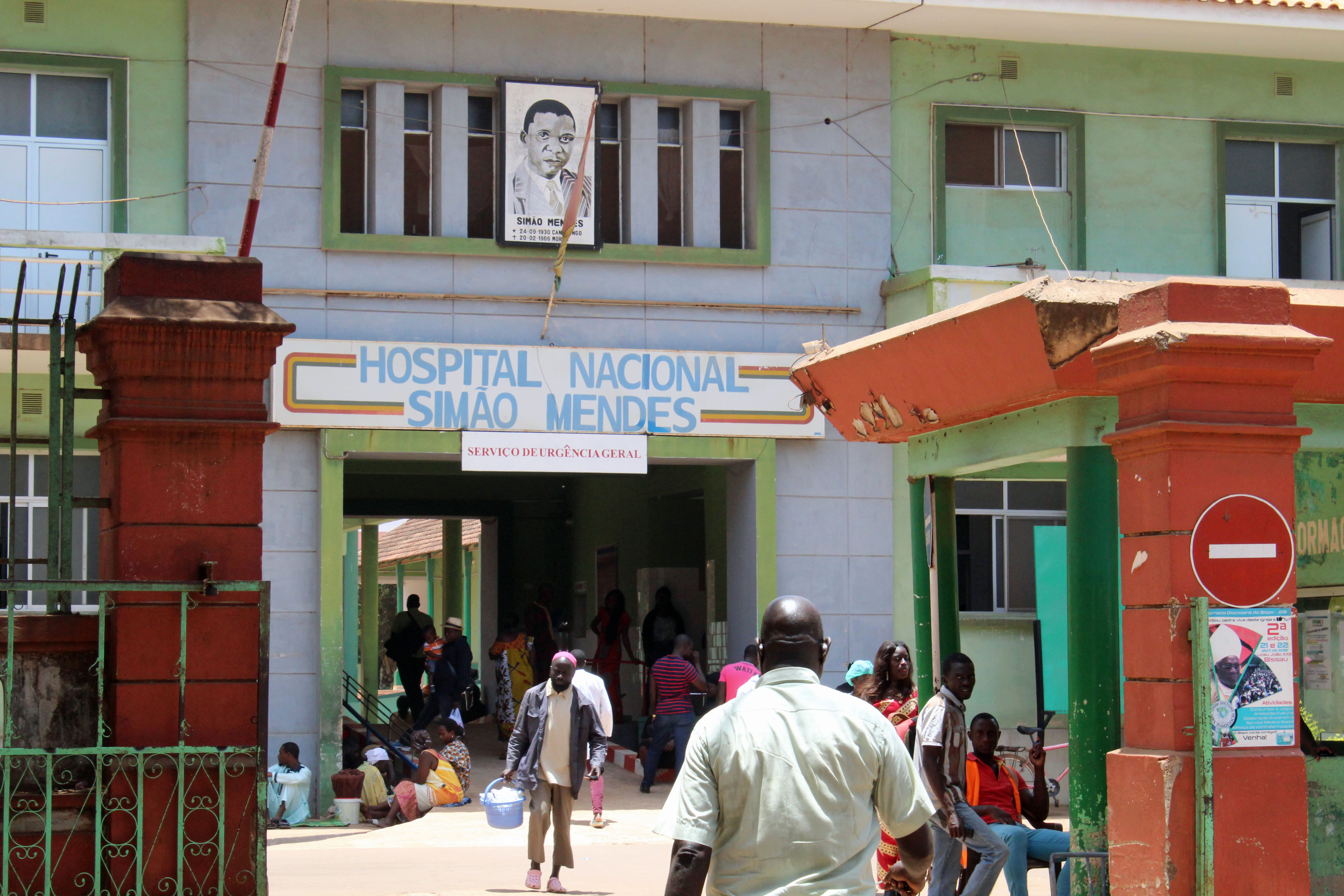
Nationaal ziekenhuis "Simão Mendes", Bissau, Guinee-Bissau, 2020.